# زائده (کالبدشناسی)
در کالبدشناسی، زائده (به لاتین: processus)، بیرون‌زدگی یا رشد بیرونی بافت از یک جسم بزرگ‌تر است. به عنوان مثال، زائده در یک مهره ممکن است نقش اتصال عضلانی و اهرم کردن (مثل زائده عرضی و خاری)، یا جهت جفت و جور شدن (تشکیل مفصل زلاله‌ای) با مهره‌ای دیگر (مانند زوائد مفصلی) را دارا باشد. این کلمه حتی در سطح میکروآناتومیک (ریزکالبدشناسی) نیز به کار رفته است، که در آن‌جا سلول‌ها ممکن است زائده‌هایی به نام مژک یا پایک داشته باشند. بر اساس نوع بافت، زوائد ممکن است با نام‌های دیگری نیز چون آپوفیز، تکمه، یا پروتوبرانس نیز خوانده شوند.